# Lobsang Trinley Chökyi Gyaltsen

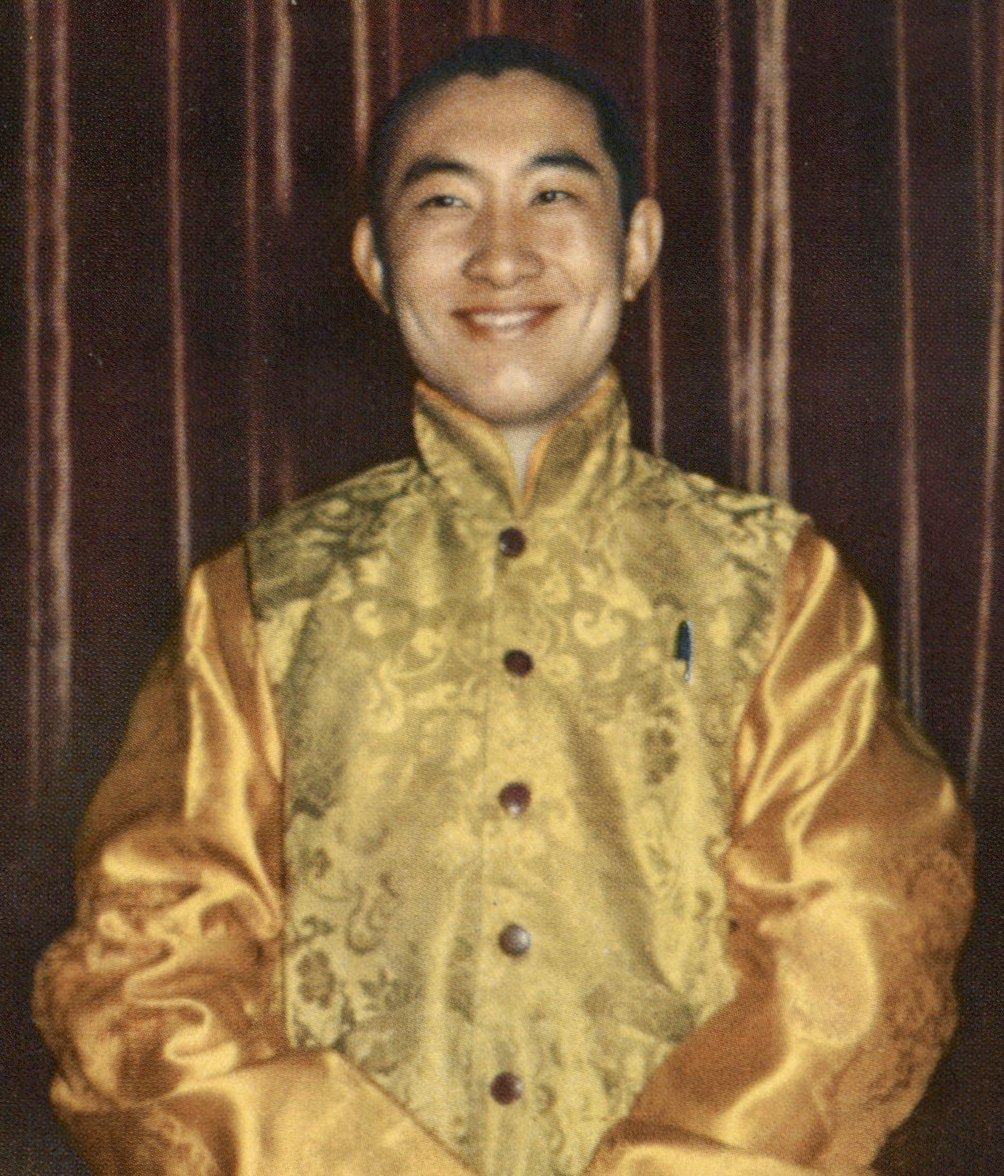

Lobsang Trinley Chökyi Gyaltsen, ook wel Lobsang Trinley Lhündrup Chökyi Gyaltsen, meestal afgekort tot Chökyi Gyaltsen (Xunhua (Amdo), 19 februari 1938 - Shigatse, 28 januari 1989) was de tiende pänchen lama van Tibet.
Hij werd naar zijn vader genoemd die net als hij ook Gonpo Tseten heette.

## Achtergrond
Vanaf eind 18e eeuw waren de pänchen lama's feitelijk de heersers over ruim een derde deel van Centraal-Tibet geweest. Deze machtsverdeling tussen de pänchen lama's en de regering van historisch Tibet had uiteindelijk tot een groot conflict geleid tussen de negende pänchen lama en de dertiende dalai lama die in 1923 leidde tot de vlucht van de negende pänchen lama naar de Republiek China.
Die vestigde zich eerst in Xi'an en daarna tot aan zijn dood in 1937 in Jyekundo in de Chinese provincie Qinghai. Bij de zoektocht naar de tiende pänchen lama hadden meerdere partijen grote belangen

## Partijen
Het hoofdkwartier (Field Headquarter) van de pänchen lama in Qinghai was de meest uitgesproken pro-Chinese factie onder de volgelingen van de pänchen lama. Het vertegenwoordigde de groep die altijd al wantrouwig was geweest naar Lhasa en de Tibetaanse regering. Het was ook de groep die altijd gestaan had op de autonomie van Shigatse binnen Tibet. Zij waren ervan overtuigd dat voor herstel van hun regionale autonomie de beste kansen lagen bij patronage door de Kwomingtang-regering. Het was ook de Kwomingtang die de negende pänchen lama en zijn hofhouding in China vanaf 1924 had onderhouden. Voor het herstel van hun positie in Shigatse achtte deze factie het van groot belang dat zij het initiatief hadden bij een zoektocht naar de volgende reïncarnatie. Zij hadden ook alle reden om dit in samenwerking te doen met de Kwomingtang, waaraan ze veel schulden hadden.
In het klooster Tashilhunpo in Shigatse zelf, waar de labrang ofwel het traditionele huishouden van de pänchen lama's gevestigd was, verlangde men echter - zoals de traditie ook vereiste - eveneens het initiatief naar de zoektocht. En uiteraard verlangde de regering in Lhasa dat deze groep hen nauwgezet over iedere stap zou informeren.

## De selectie
In 1938 begon de groep uit Tashilhunpo de zoektocht met een verblijf bij het meer van Lhamo Latso, een meer waar visioenen geacht worden zich te kunnen openbaren met aanwijzingen voor zoektochten naar hoge tulku's.
In 1941 werd een vorm van overeenstemming bereikt tussen de groepen in Qinghai en Tashilhunpo over een gezamenlijke zoektocht. Dit leidde uiteindelijk tot een lijst van tien jongens, die naar het klooster Kumbum werden gebracht voor nadere tests en observatie. De uiteindelijk beslissende testen werden afgelegd door zes van die jongens waaronder Gonpo Tseten.
Er was één kandidaat, die volgens de betrokkenen overduidelijk de reïncarnatie was. Deze overleed echter vrijwel onmiddellijk na deze vaststelling. Binnen de volgende aantal weken overleden ook de jongens die als tweede en derde op de lijst stonden. Gealarmeerd door deze tegenslagen begon de zoekgroep aan een herevaluatie van de overgebleven jongens op de lijst van oorspronkelijk zes jongens. Gonpo Tseten stond als laatste en dus ook als minst waarschijnlijke kandidaat op de oorspronkelijke lijst. Bij het opnieuw evalueren van de getuigenissen van de geopenbaarde visioenen bij het meer van Lhamo Latso van toen drie jaar eerder bleek volgens de zoekgroep uiteindelijk toch Gonpo Tseten de juiste reïncarnatie te zijn.
Ook de regering in Lhasa had een zoektocht georganiseerd naar een nieuwe pänchen lama. Dat had twee kandidaten opgeleverd. De eerste uit Thupten Jampaling in Litang, die familie was van de hoogste tulku uit het klooster van Litang. De tweede kandidaat was op de leeftijd van vier jaar al erkend als een gereïncarneerde lama en woonde in Drepung, op enkele kilometers buiten Lhasa.
De regering in Lhasa, geconfronteerd met verschillende claims, besloot de Gouden urn procedure te gebruiken om tot een beslissing te komen en eiste dat alle kandidaten daarvoor naar Lhasa zouden komen. De groep in Qinghai weigerde echter hiermee akkoord te gaan. Als hun kandidaat deze loterijprocedure niet zou winnen, was hun laatste hoop om hun verloren gegane posities te herwinnen verloren. Zelfs als hun kandidaat wel zou winnen, was hun positie in gevaar. Gonpo Tseten zou dan zeker niet naar Qinghai terugkeren. Hij zou vanaf Lhasa gelijk naar Shigatse gebracht worden en in Tashilhunpo opgevoed worden. Ook dan waren de beïnvloedingsmogelijkheden van de groep in Qinghai zeer gering geworden. De groep weigerde dus Gonpo Tseten naar Lhasa te zenden, bracht hem naar Kumbum en informeerde ook de Kwomingtang hierover.
Die had echter op dat moment andere prioriteiten. Na de Japanse nederlaag was de burgeroorlog met de communisten opnieuw volledig opgelaaid. De Kwomingtang was dus terughoudend in het erkennen van Gonpo Tseten als de nieuwe pänchen lama, ook om de regering in Tibet nu in deze omstandigheden niet tegen zich in te nemen. Pas op 3 juli 1949, toen de nederlaag in de burgeroorlog al onvermijdelijk was, werd Gonpo Tseten door de Kwomingtang als de tiende pänchen lama erkend.
Kumbum lag in het gebied van Qinghai dat door de islamitische krijgsheer Ma Bufang beheerst werd, op dat moment een bondgenoot van de Kwomingtang. Zowel hij als de Kwomingtang oefende hevige druk uit op de entourage van de pänchen lama om ook naar Taiwan te vluchten. Uiteindelijk besloot de groep rond de pänchen lama dat niet te doen en voor het herstel van hun rechten in Shigatse hun kaarten te zetten op de verhouding met de communisten.
Op 1 oktober 1949 zond Chen Jigme de invloedrijkste persoon in de groep namens de dan tienjarige pänchen lama, een telegram aan Mao Zedong waarin hij hem feliciteerde met de oprichting van de Volksrepubliek.
Met uw superieure wijsheid en moed heeft Uwe Excellentie de redding van het land en de bevolking zeker gesteld. Het succes van uw leger heeft grote vreugde in het hele land gebracht. (…) Ik verblijf nu in Qinghai en wacht uw orders af om naar Tibet te reizen. Gelukkig is onder het leiderschap van Uwe Excellentie het Noordwesten al bevrijd en is de Centrale Regering van de Volksrepubliek geïnstalleerd. (…) Van nu af aan zal de realisering van democratisch geluk van het volk en de opleving van het land slechts een kwestie van tijd zijn en het zal lang niet meer lang duren voor Tibet is bevrijd. Ik breng aan Uwe Excellentie namens het gehele volk van Tibet ons grootste respect over en bied U onze welgemeende steun aan.— Telegram van de pänchen lama aan Voorzitter Mao en Opperbevelhebber van de Strijdkrachten.

## Het 17 puntenakkoord
In april 1951 begonnen in Peking de onderhandelingen over het 17 puntenakkoord. Het punt van erkenning door Lhasa van de pänchen lama speelde hierin een grote rol. De pänchen lama zelf, dan dertien jaar, arriveerde eind april voor het eerst in Peking. Hij was echter nog steeds niet door Lhasa geaccepteerd. De Tibetaanse delegatie zond de minst belangrijke afgevaardigde uit hun delegatie in lekenkleren naar het station waar de pänchen aankwam. Hij had de uitdrukkelijke instructie gekregen hem niet te begroeten op de wijze die gebruikelijk is bij een pänchen lama.
De onderhandelingen bereikten een punt waarin de Chinezen stelden niet verder te willen spreken als Lhasa deze pänchen lama niet zou accepteren. Dit werd in een telegram duidelijk gemaakt aan de dalai lama die op dat moment in Yatung verbleef na een vlucht uit Lhasa. De dalai lama had een uitdrukkelijke voorkeur voor de jongen die in Drepung verbleef. Er moest nu echter een beslissing genomen worden. De dalai lama voerde een divinatieprocedure uit die, onder de gegeven omstandigheden uiteraard Gonpo Tseten als de uiteindelijke keus legitimeerde.
- Punt 5 van het akkoord sprak uit dat de status, functies en macht van de pänchen lama gehandhaafd zouden worden[7]
- Punt 6 van het akkoord sprak uit dat de met de status, functies en macht van de dalai lama en dat van de pänchen lama bedoeld wordt, de status, functies en macht van de dertiende dalai lama en de negende pänchen lama toen zij nog vriendschappelijke betrekkingen onderhielden.[7]

De kandidaat uit Drepung zette zijn studies daar voort en werd uiteindelijk als een andere manifestatie van de pänchen lama gezien onder de titel Pänchen Outrol Rinpoche. Hij ontvluchtte Tibet in 1959 en werd de leider van een religieus boeddhistisch centrum in Ierland. De kandidaat uit Lithang werd gepakt tijdens zijn vlucht in 1959. Sindsdien is er nooit meer iets van hem vernomen.
In april 1952 ontmoetten de dalai lama en de pänchen lama elkaar in Lhasa voor de eerste maal. Er werd onderhandeld hoe men punt 6 van het 17 puntenakkoord moest plaatsen. Er werd besloten dat het jaar 1897 het uitgangspunt moest zijn. Er werd verder besloten dat alle mensen in dienst van de dalai lama Tashilhunpo moesten verlaten. Opnieuw bleven echter oude twisten spelen, zoals het feit hoeveel belasting Tashilhunpo moest betalen. Het was een eis van de groep van de pänchen lama dat alle belastingen die sinds 1928 op Tashilhunpo waren geheven door de Tibetaanse regering moest worden teruggestort. Uiteindelijk ging die regering met een deel van die eis akkoord.

## De periode 1951- 1959
De verhouding tussen de beide kampen bleef gedurende heel de jaren 50 op zijn minst ongemakkelijk.
Tijdens een bezoek van beide tulku's aan India in 1956 ter gelegenheid van het 2500e geboortejaar van Gautama Boeddha sprak de dalai lama herhaaldelijk met Jawaharlal Nehru en Zhou Enlai die daarvoor speciaal naar India was gekomen. De pänchen lama voelde zich in deze gespreksrondes onderbedeeld.
In 1955 werd echter het Voorbereidingscomité van de Tibetaanse Autonome Regio gevormd. Daarbij wordt Centraal-Tibet verdeeld in drie regio's en politieke groepen.
- de regio U met de Tibetaanse regering, met aan het hoofd de dalai lama
- de regio Tsang met aan het hoofd de pänchen lama
- de regio Chamdo.

Dit kon het kamp van de pänchen lama als een grote overwinning vieren, aangezien het materieel betekende dat de dalai lama en de pänchen lama in Tibet een gelijke status hadden verkregen.
In de jaren tot aan 1961 slaagde het kamp van de pänchen lama met veel patronage van het Noordwestelijk Bureau van het Chinese Volksleger er in weer een groot deel van de administratieve structuur zoals die in Shigatse voor 1928 had bestaan weer op te bouwen.
Het was een structuur met een equivalent van de kashag in Lhasa, met eigen shapes, ministers en een lokale politieke élite die alleen loyaal was aan de pänchen lama.

## Na 1959

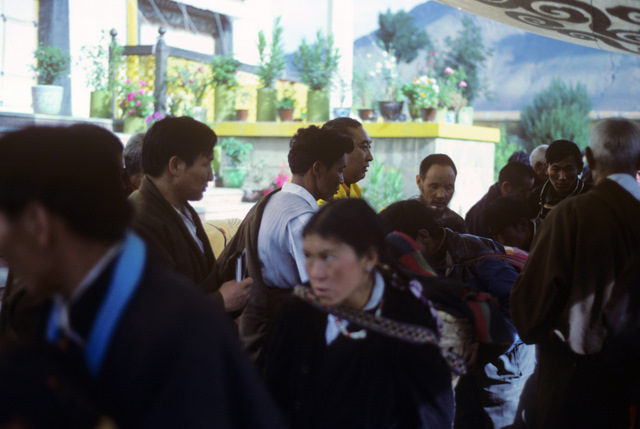
Chögyi Gyaltsen, 1987

Na de gebeurtenissen van de opstand in Tibet in 1959 en de vlucht van de veertiende dalai lama naar India, besloot de pänchen lama in Tibet te blijven. De vete tussen Shigatse en Lhasa was in de jaren 50 gebruikt door de Chinezen om concessies af te dwingen van Lhasa. Met het vertrek van de dalai lama hield de noodzaak voor China daarmee op. Het betekende ook dat de mogelijkheid van de pänchen lama de Chinezen te beïnvloeden sterk verminderd was.
In 1960 en 1961 maakte de pänchen lama een aantal reizen, ook door de Tibetaanse gebieden ten oosten van Centraal-Tibet. Zijn ervaringen en observaties legde hij vast in een document dat bekendstaat als de Petitie van 70.000 karakters. De pänchen lama gaf het als titel Een rapport over het lijden van de massa's in Tibet en de andere Tibetaanse regio's en suggesties voor toekomstig werk voor het Centraal Comité door de gerespecteerde premier Zhou.
In het document richtte de pänchen lama zich niet tegen de hervormingen als zodanig, maar uitte hij scherpe kritiek op alle excessen die met de uitvoering gepaard gingen. Hij noemde onder meer de volstrekt willekeurige massa-arrestaties, ook van diegenen die niet bij de opstand van 1959 betrokken waren; de geforceerde en veel te snelle sluiting van kloosters en reductie van het aantal monniken en meer in het algemeen de bedreigingen voor het in stand houden van de Tibetaanse cultuur. Zijn kritiek was het scherpst op de situatie die hij aantrof in provincies Sichuan, Yunnan en Gansu, waar ook in de Tibetaanse gebieden sprake was van massale hongersnood als gevolg van het echec van de Grote Sprong Voorwaarts. Veel kritiek stond ook in het document op de houding van veel Chinese kaders in Tibet en de Tibetaanse gebieden, die hij grenzeloze arrogantie en incompetentie verweet.
In mei 1962 lichtte hij het document in een onderhoud met Zhou Enlai mondeling toe en in juni diende hij het document formeel in.
Aanvankelijk leek het of er serieus op het document zou worden ingegaan. Er werden vergaderingen aan gewijd en commentaren op geschreven. In het najaar van 1962 werd echter van de pänchen verwacht dat hij aan enige zelfkritiek ging doen, wat hij echter weigerde. Vanaf 1963 werd hij in toenemende mate geïsoleerd en begin 1964 werd hij tijdens Mönlam gedwongen te verschijnen bij een strijdbijeenkomst met 10.000 mensen in Lhasa en moest hij de dalai lama als een reactionair en een instrument van buitenlandse krachten beschrijven. In afwijking van de voor hem voorbereide tekst sprak hij de hoop uit dat de dalai lama terug zou keren naar Tibet.
Eind 1964 werd de pänchen lama uit al zijn functies gezet en kreeg hij een huisarrest in Peking. In 1966 begint de Culturele Revolutie. Rode gardisten drongen zijn residentie in Peking binnen. Hij werd gedwongen tot zelfkritiek op een strijdbijeenkomst en mishandeld. Zhou Enlai wist hem het leven te redden en bracht hem onder in een detentiecentrumvan het Volksleger. Na een paar maanden kon hij weer terugkeren naar zijn huis in Peking. In de zomer van 1968 kreeg hij eenzame opsluiting in een universiteitsgebouw. Pas in 1977 werd de pänchen lama uiteindelijk daarvan bevrijd.
In 1978 nam hij de omstreden beslissing om met een Chinese vrouw, Lie Jie, te trouwen, waarmee hij de celibaatsgelofte brak die met name in de gelug voor hoge tulku's geldt. Het echtpaar kreeg een dochter.
In het iets meer liberale klimaat van de jaren 80 kon de pänchen lama een beperkte rol spelen in het gebruiken van zijn positie om nog iets te redden van de Tibetaanse cultuur en religieuze praktijk. Zijn rijkdom en status werden gedeeltelijk hersteld en gecompenseerd. In 1982 bezocht hij weer voor de eerste keer Tibet. Gedurende zijn bezoek ontving hij van een aantal gelovigen fragmenten van beenderen van vorige incarnaties, die zij gered hadden van de tijdens de Culturele Revolutie vernielde graftombes van de vijfde tot en met negende pänchen lama.
Hij besloot om te pogen daar een nieuwe stoepa voor te laten bouwen. Om fondsen daarvoor te genereren zette hij een handelsonderneming op die was gevestigd in het Tashilhunpo-klooster. In 1985 gaf de Chinese regering een deel van het eigendom van Tashilhunpo, dat tijdens de Culturele Revolutie was geconfisqueerd terug, waaronder ook land en gebouwen in Lhasa. De pänchen lama zette ook een onderwijsinstituut op voor tulku's, waarvan de belangrijkste vestiging in de oude Yonghetempel in Peking is. Dat werd in 1987 geopend. Hij bleef echter wel aan beperkingen onderhevig. Zo diende hij de meeste tijd in Peking te verblijven en moest van daaruit zijn vele ondernemingen leiden.
Op 27 januari 1989 werd de nieuw gebouwde stoepa in Tashilhunpo opnieuw officieel door de pänchen lama in gebruik genomen en de fragmenten van de beenderen van de vorige incarnaties opnieuw begraven. De volgende dag overleed hij.
- Gemeinsame Normdatei: 118912380
- International Standard Name Identifier: 0000 0000 5488 3145
- Library of Congress Control Number: nr91028495
- Nationale Bibliotheek van Polen: a0000003753713
- Nederlandse Thesaurus van Auteursnamen: 163488274
- Système universitaire de documentation: 092085695
- Virtual International Authority File: 810813
- WorldCat: E39PBJfCrMcgtJR4CMPJB3xJjC